# Међународни дан за превенцију експлоатације животне средине у рату и оружаним конфликтима
Међународни дан за превенцију експлоатације животне средине у рату и оружаним конфликтима (енгл. International Day for Preventing the Exploitation of the Environment in War and Armed Conflict) је међународни дан који се обележава сваке године 6. новембра у циљу превенције оружаних сукоба због којих долази до последица по природу које надилазе саме конфликте.

## Историјат
Међународни дан превенције експлоатације животне средине у рату и оружаним конфликтима установила је 5. новембра 2001. године Генерална скупштина Уједињених нација, за време мандата Кофија Ата Анана као генералног секретара. Одлука је донешена на 56. састанку Генералне скупштине УН (резолуција бр. A/RES/56/4)
Овом приликом, генерални секретар Бан Ки Мун је изјавио:
„Морамо да искористимо сва средства која су нам на располагању, од дијалога и посредовања до превентивне дипломатије, да спречимо неодрживу експлоатацију природних ресурса за подстицање и финансирање оружаних сукоба и дестабилизацију крхке темељи мира“.
Како се наводи у резолуцији, при доношењу ове одлуке узето је у обзир да се пропадање екосистема уочава дуго након престанка сукоба, а погађа више од једне генерације. Резолуцијом се позивају државе и међународне организације да прославе овај дан, тражи се од генералног секретара да обезбеди спровођење ове резолуције и да промовише ширење информација о њој.
У својој поруци из 2005. године, генерални секретар УН је навео да је елиминисање еколошке штете изазване ратом важан задатак УН.
После рата у Југославији, особље Програма Уједињених нација за животну средину очистило је четири хемијски контаминирана места у Србији и Црној Гори. Програм Уједињених нација за животну средину је публиковао извештај From conflict to sustainable development: assessment and clean up in Serbia and Montenegro који детаљно документује како се током периода од четири и по године (средином 1999. до децембра 2003. године) Програм Уједињених нација за животну средину бавио проценом последица по животну средину рата и спровођење пионирског пројекта чишћења како би се решила озбиљна еколошка штета узрокована сукобима.
У својој поруци 2006. године, генерални секретар УН је навео да се упркос постојању одређених међународних споразума, уопштено гледано, еколошке последице рата игноришу у савременим законима.
У свету је у протеклих 60 година 40% конфликата вођено због природних ресурса (плодно земљиште, вода, руде и други) или је њихов повод директно повезан са животним стаништима и природним ресурсима. Према УН, природни ресурси су ретко једини разлог рата, али они током рата постају значајни покретачи даљих насилних конфликата, јер се природни ресурси могу посматрати као извор прихода или као сировине за ратну индустрију. Природни ресурси трпе и последице свих већих оружаних конфликата. Евидентна је и експлоатацију неких животиња током ратова и оружаних сукоба.

## Споњашње везе
- Званична веб страница